# جوليس ميشيل
جوليس ميشيل (بالفرنسية: Jules Michel)‏ هو رسام فرنسي، ولد في 18 ديسمبر 1931.